# BDWM交通

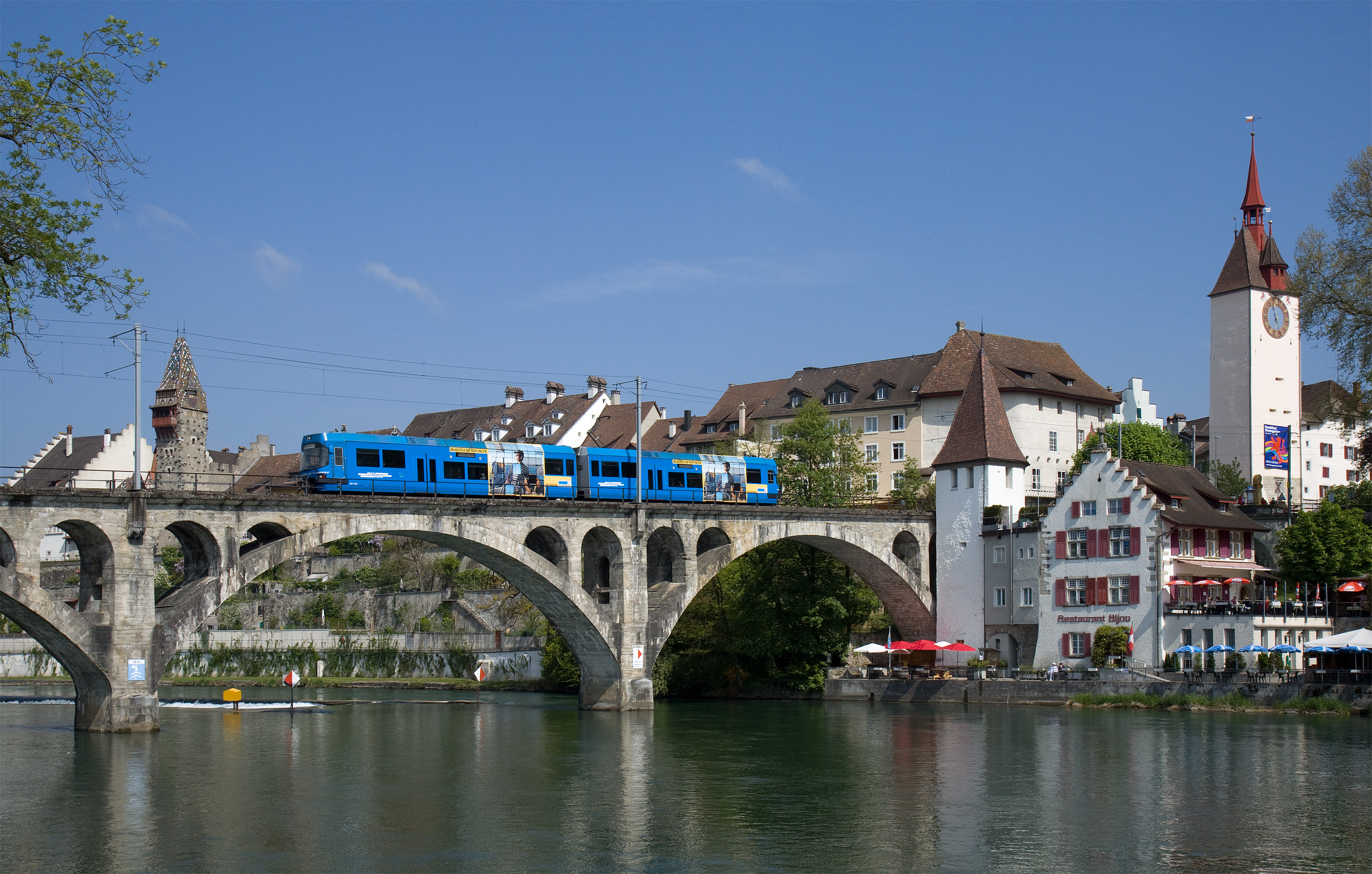
BDWM交通の代表的沿線風景、ブレンガルテンのロイス川橋梁を渡る列車

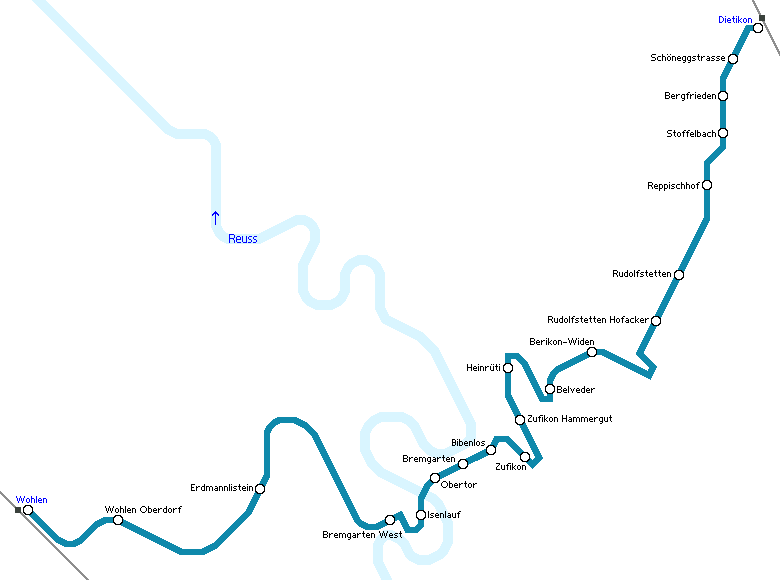
BDWM交通の鉄道路線図

BDWM交通(BDWMこうつう、ドイツ語: BDWM:BDWM Transport AG)はスイスのアールガウ州およびチューリヒ州に路線を持つ鉄道およびバス事業者である。

## 概要
チューリッヒのSバーンのS-17系統としてアールガウ州からチューリッヒ州への通勤路線となっているなっているBDWM交通のブレンガルテン-ディーティコン間は、1902年5月1日 ブレンガルテン-ディーティコン鉄道がブレンガルテン - ディーティコン間10.6kmを1000mm軌間、直流750V電化で開業した路線であり、一方、ヴォーレン - ブレンガルテン・ウエスト間はこれより以前の1876年9月1日にヴォーレン-ブレンガルテン鉄道がヴォーレン - ブレンガルテン・ウエスト間の6.6kmを標準軌、非電化で開業しており、1902年1月1日にはスイス国鉄へ統合されてその一路線となっていた。
さらに同鉄道ではその後の1912年2月8日にヴォーレン - ブレンガルテン・ウエスト間をスイス国鉄からリースして三線軌条化および直流850Vで電化をし、ブレンガルテン・ウエスト - ブレンガルテン間1.2kmを開業させてヴォーレン - ディーティコン間の直通運転を開始している。

### 沿革（ブレンガルテン-ディーティコン鉄道）
- 1876年9月1日 ヴォーレン-ブレンガルテン鉄道ヴォーレン - ブレンガルテン・ウエスト間（7.0km）開業、標準軌、非電化
- 1902年1月1日 ヴォーレン-ブレンガルテン鉄道がスイス国鉄へ統合
- 1902年5月1日 ブレンガルテン-ディーティコン鉄道ブレンガルテン - ディーティコン間（1.2km）開業、狭軌、直流電化
- 1912年2月8日 ヴォーレン - ブレンガルテン・ウエスト間を-ディーティコン鉄道がスイス国鉄からリース、狭軌/標準軌三線軌条化、直流電化、ブレンガルテン・ウエスト - ブレンガルテン間（1.2km）開業、狭軌、直流電化
- 1930年 全線の電気方式を直流750Vから直流900Vへ変更
- 1954年 ブレンガルテン・ウエスト - ベリコン-ヴィーデン間標準軌貨車積載貨車運行開始
- 1969年 全線の電気方式を直流900Vから直流1200Vへ変更
- 1989年12月31日 ブレンガルテン・ウエスト - ベリコン-ヴィーデン間標準軌貨車積載貨車運行廃止
- 1990年5月17日 チューリヒSバーンS17系統として運行開始
- 1995年12月16日 ベリコン=ヴィーデン - ルドルフシュテッテン=ホーフアッカー信号場間（1.29km）複線化
- 1997年8月4日 Belvédère - ベリコン=ヴィーデン（0.47km）複線化

### 沿革（ヴォーレン-マイスターシュヴァンデン鉄道）
- 1916年12月18日 ヴォーレン-マイスターシュヴァンデン鉄道ヴォーレン - ファーヴァンゲン=マイスターシュヴァンデン間開業、標準軌、直流電化
- 1966年3月18日 全線の電気方式を直流1200Vから単相交流15000V16.7Hzへ変更
- 1997年5月31日 ヴォーレン - ファーヴァンゲン=マイスターシュヴァンデン間廃止、ヴォーレン - フィルマーゲン間を工場専用線に変更

### 沿革（BDWM交通）
- 2001年1月1日 ブレンガルテン-ディーティコン鉄道とがヴォーレン-マイスターシュヴァンデン鉄道とがBDWM交通へ統合
- 2005年 フィルマーゲンから1.51km地点以降ファーヴァンゲン=マイスターシュヴァンデン間軌道撤去
- 2007年1月15日 ブレンガルテン付近（0.8km）複線化
- 2007年12月6日 ヴォーレン - ブレンガルテン・ウエスト間貨物列車運行廃止
- 2015年 ヴォーレン - ブレンガルテン・ウエスト間の標準軌側三線軌条撤去工事開始（線路用地のみ引続きスイス国鉄からリース）

## 路線

### ブレンガルテン-ディーティコン
- 路線長：18.85km（うち併用軌道1.58km）
- 軌間
  - ヴォーレン - ブレンガルテン・ウエスト間：1000mm/1435mm
  - ブレンガルテン・ウエスト - ディーティコン間：1000mm
- 開通年
  - ヴォーレン - ブレンガルテン・ウエスト間（7.0km）：1876年9月1日
  - ブレンガルテン・ウエスト - ブレンガルテン間（1.2km） ：1912年2月8日
  - ブレンガルテン - ディーティコン間（1.2km）：1902年5月1日
- 電気方式：
  - 直流750V
  - 直流800V（1930年以降）
  - 直流1200V（1969年以降）
- 最急勾配：55パーミル
- 標高：388.0-551.0m
- 最小曲線半径：25m
- 隧道：0箇所
- 橋梁：8箇所
- 複線区間：
  - ベリコン=ヴィーデン付近（1.76km）
  - ブレンガルテン付近（0.80km）

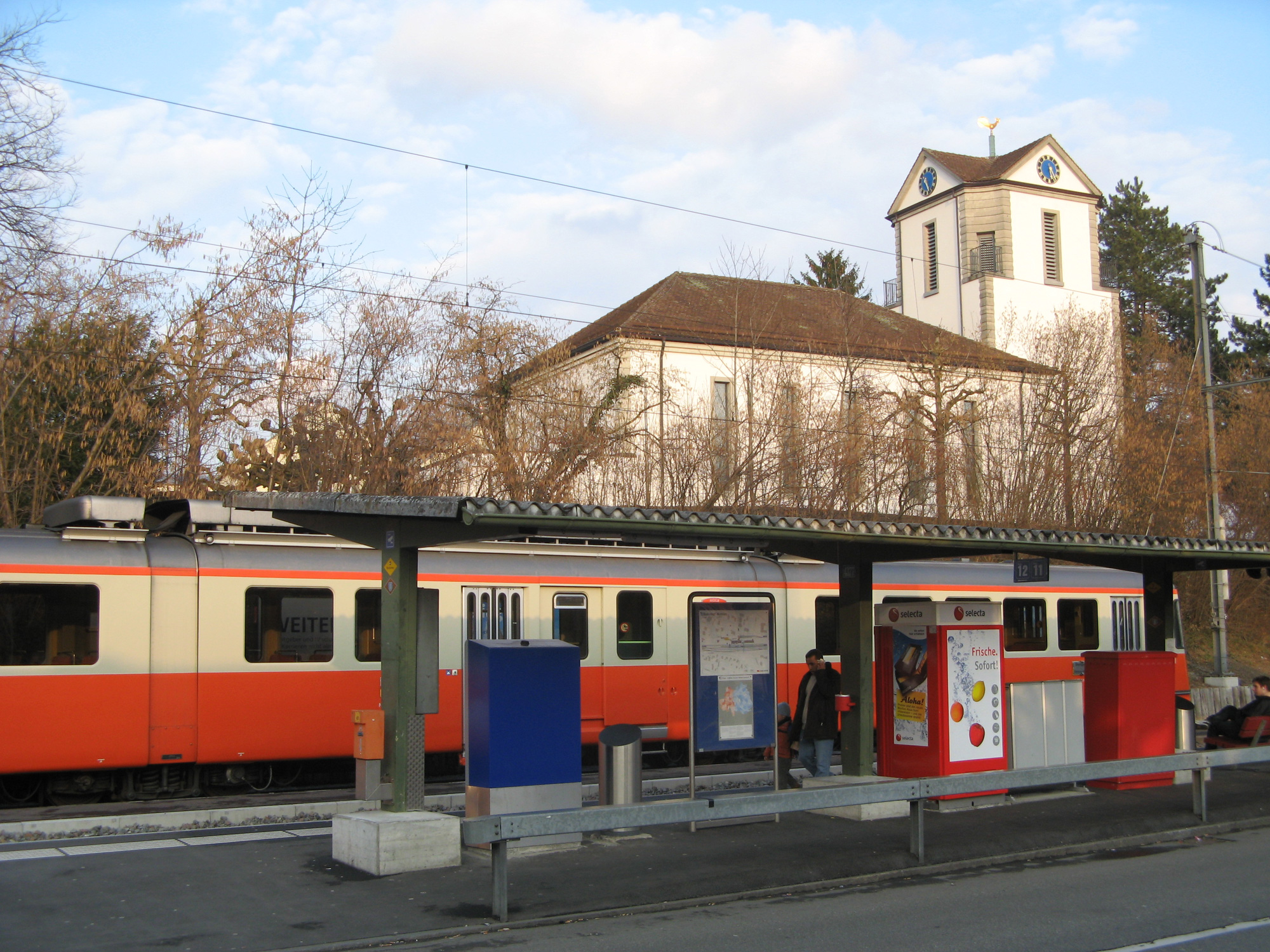
スイス国鉄ヴォーレン駅前に位置するBDWM交通ヴォーレン駅
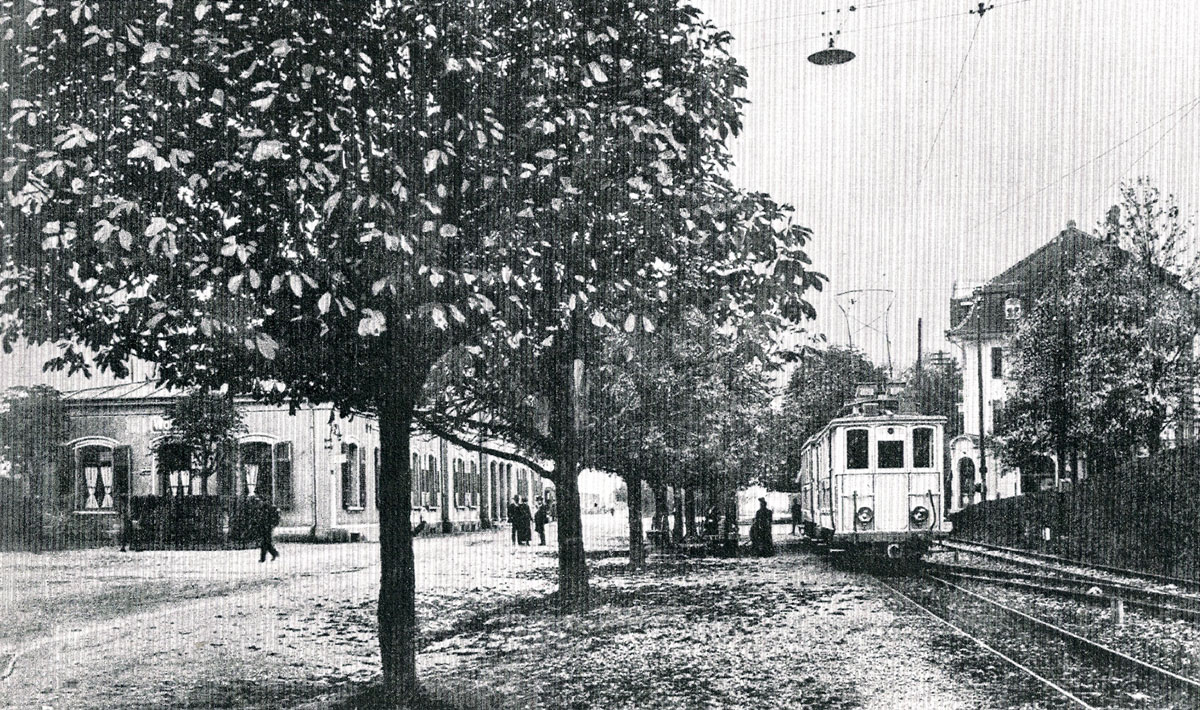
1912年の開業当時のブレンガルテン-ディーティコン鉄道のヴォーレン駅
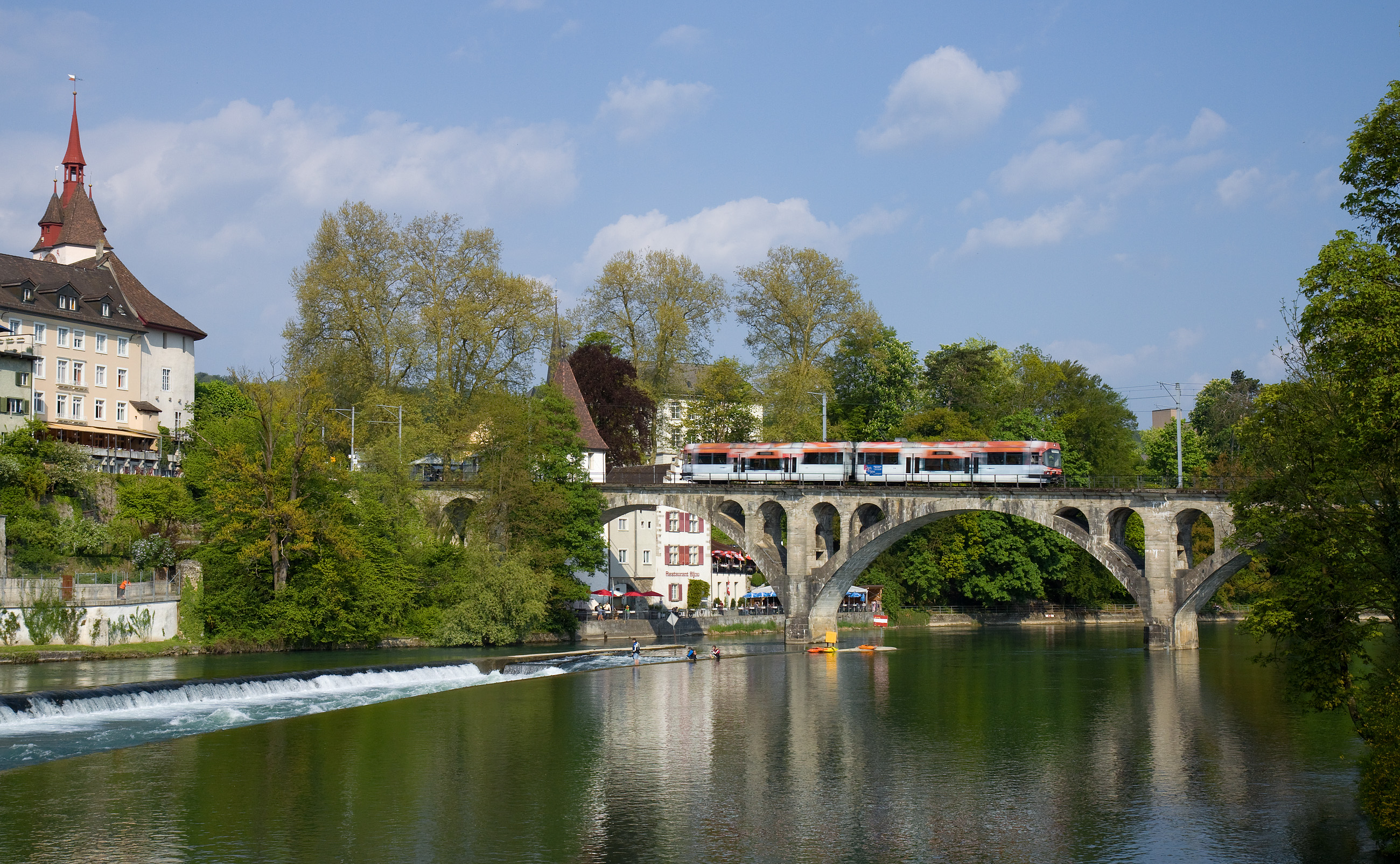
ロイス川を渡る列車
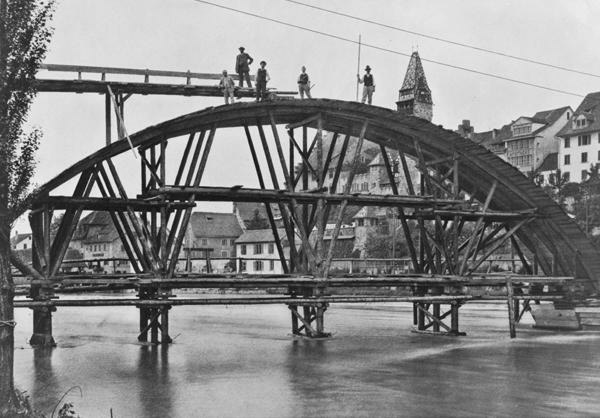
建設中のロイス川橋梁、1911年
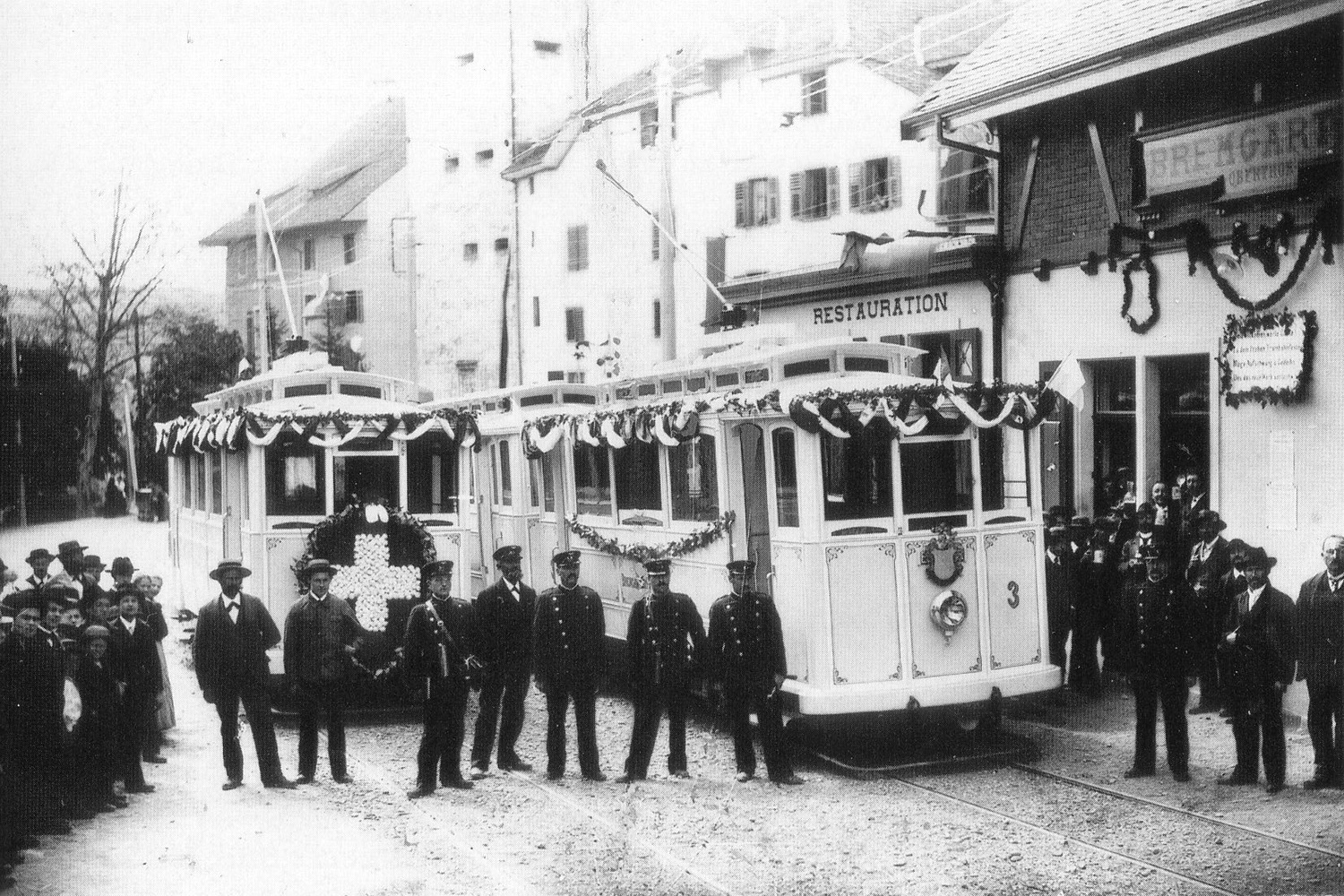
開業時のブレンガルテン駅、1902年
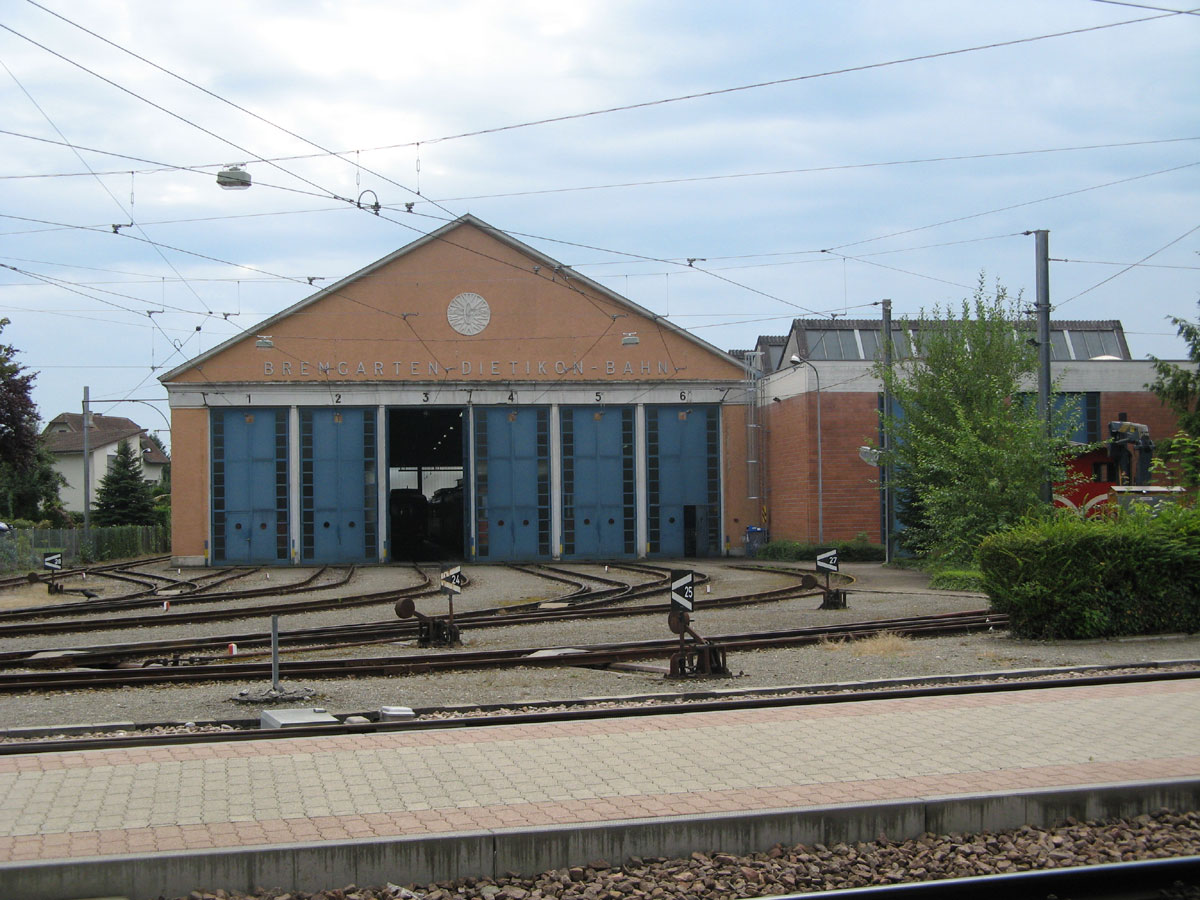
BDe8/8形導入に合わせて改装されたブレンガルテン車庫、現在はABe4/8形導入に伴い改装されている
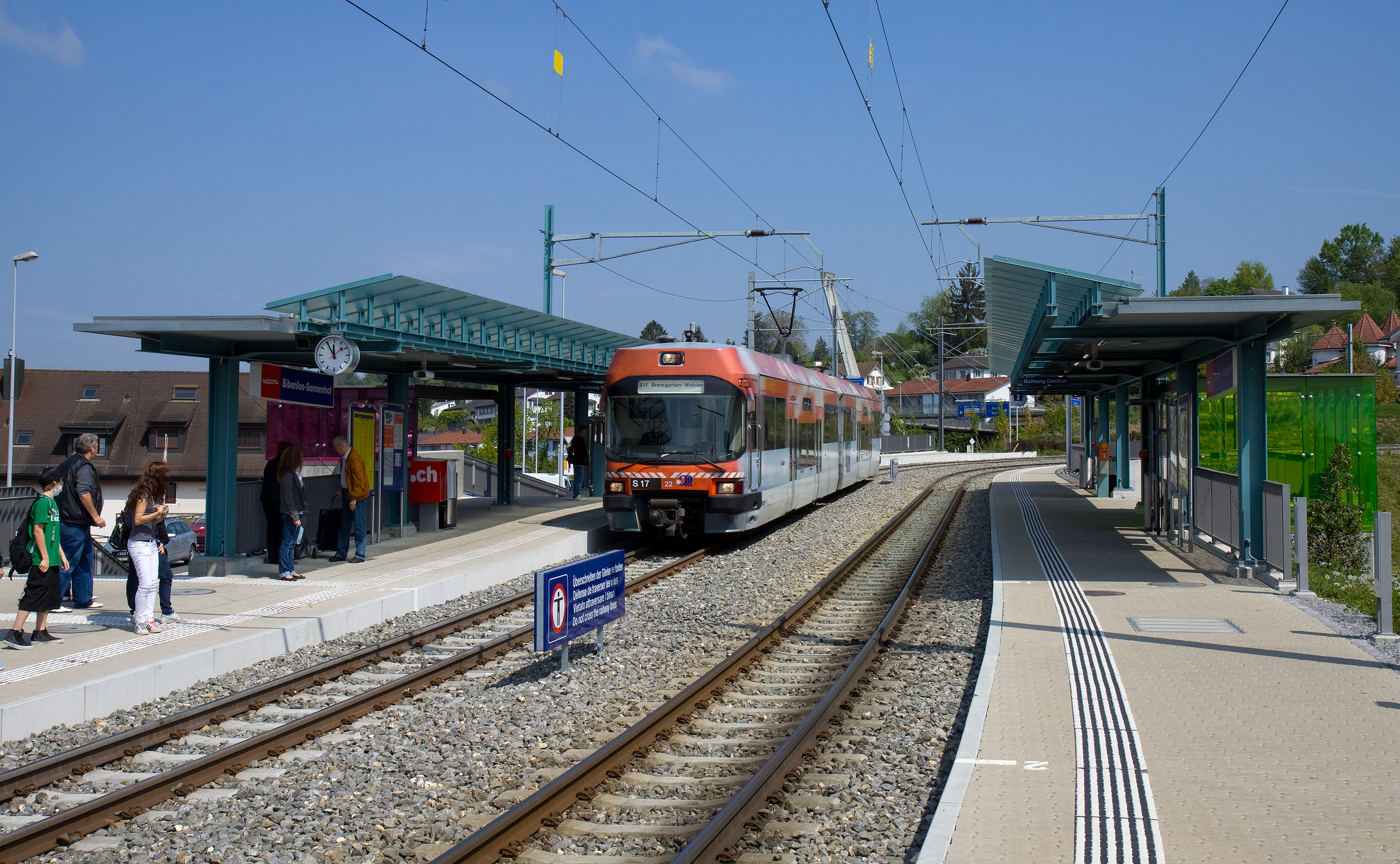

- ビーベンロース=ゾンネンホーフ駅
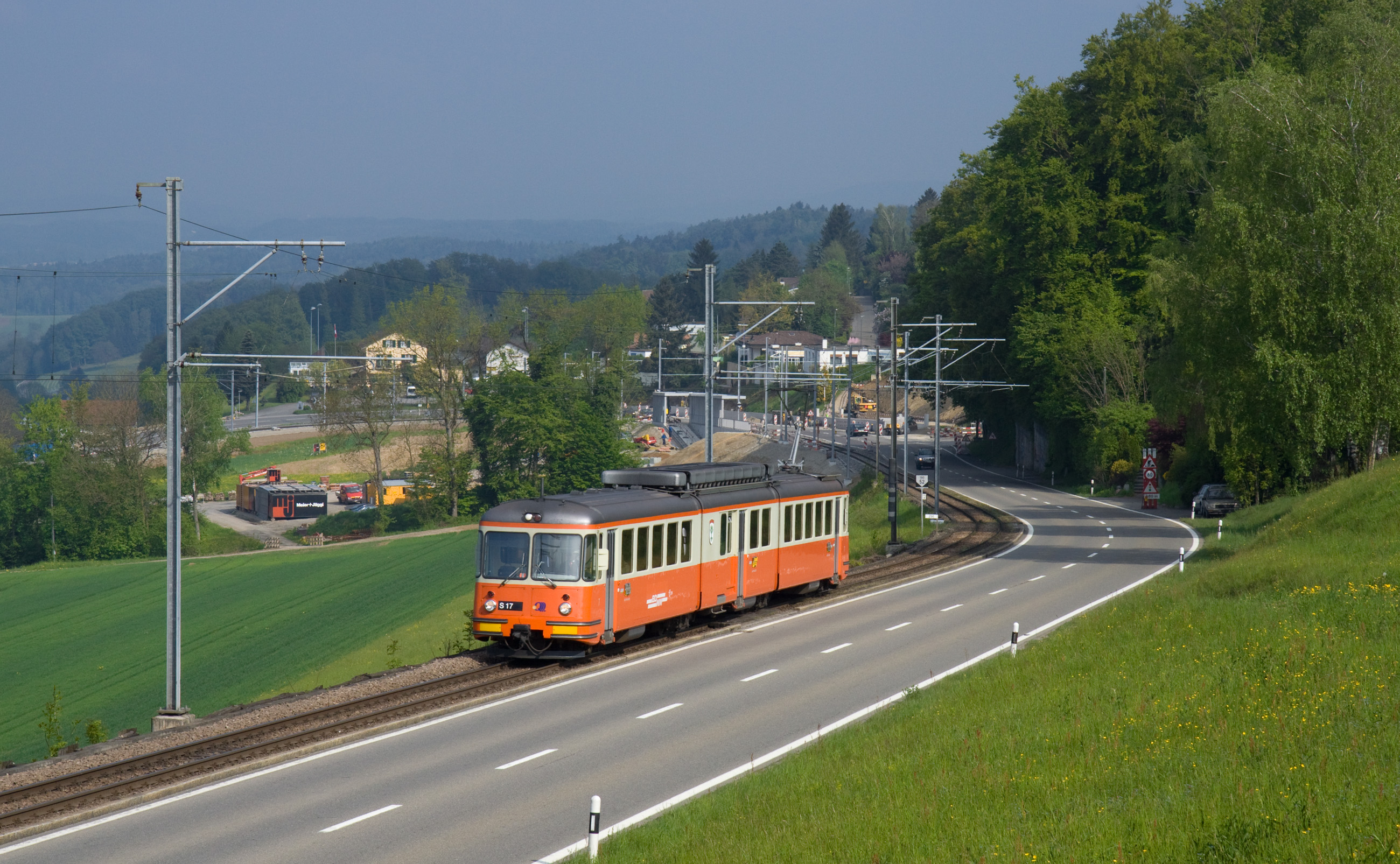
ムートシェレン峠を越える列車、ヴィデン・ハインリュティ駅付近、この付近はヘアピンカーブが連続する
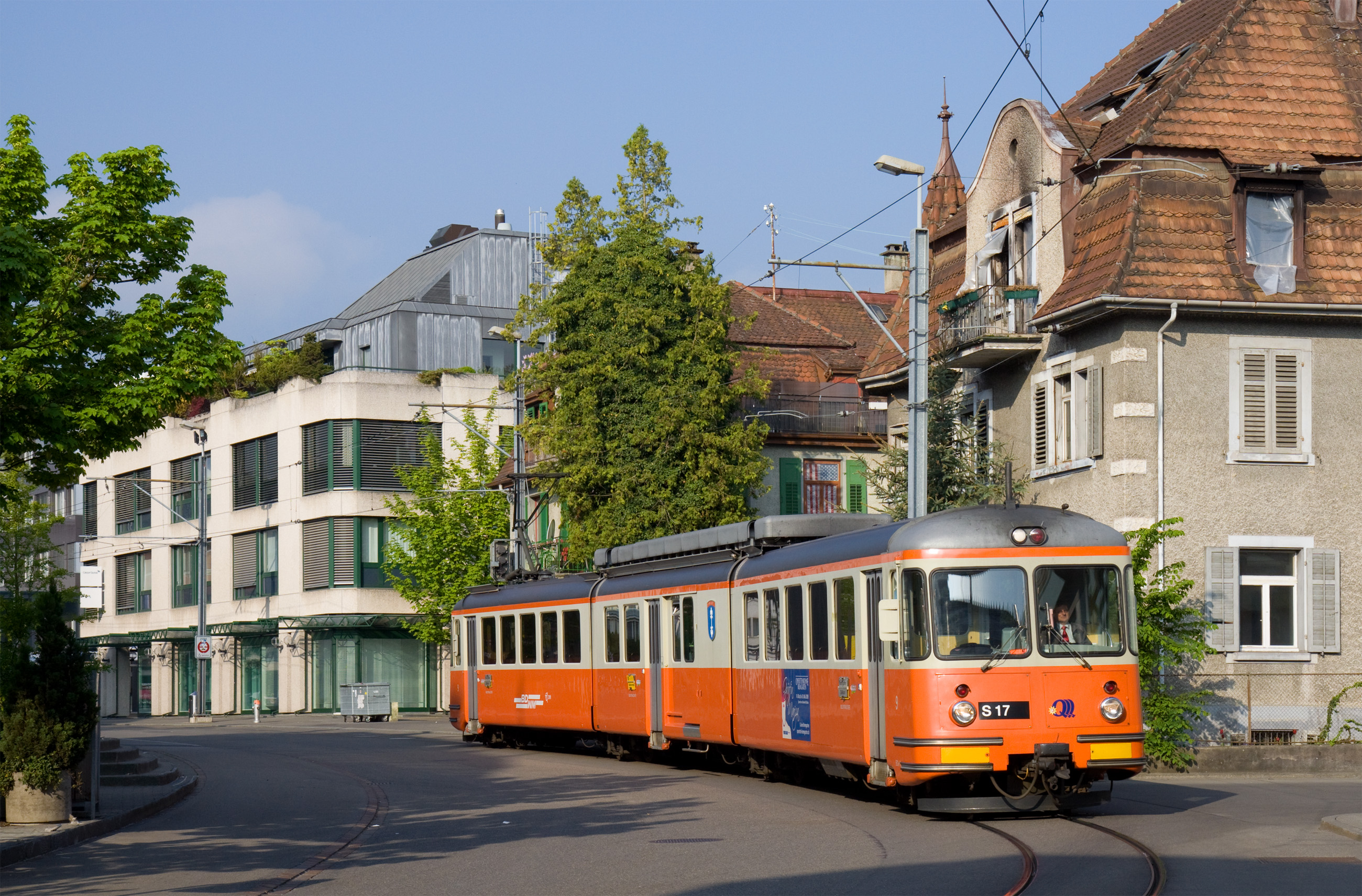
ディーティコン付近の併用軌道
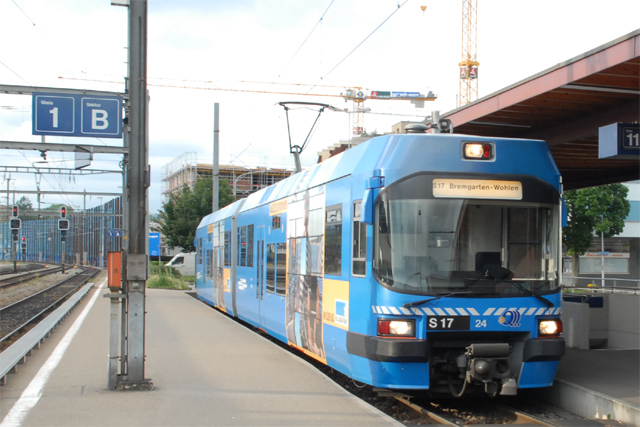
ディーティコン駅に停車中の列車

### ヴォーレン-マイスターシュヴァンデン
- 路線長：8.2km
- 開通年：1916年12月18日
- 廃止年：1997年5月31日
- 電気方式：
  - 直流1200V
  - 交流15kV 16.7Hz（1966年以降）
- 最小曲線半径：90m
- 最急勾配：42パーミル
- 標高：423-542m
- 隧道：0箇所
- 橋梁：3箇所

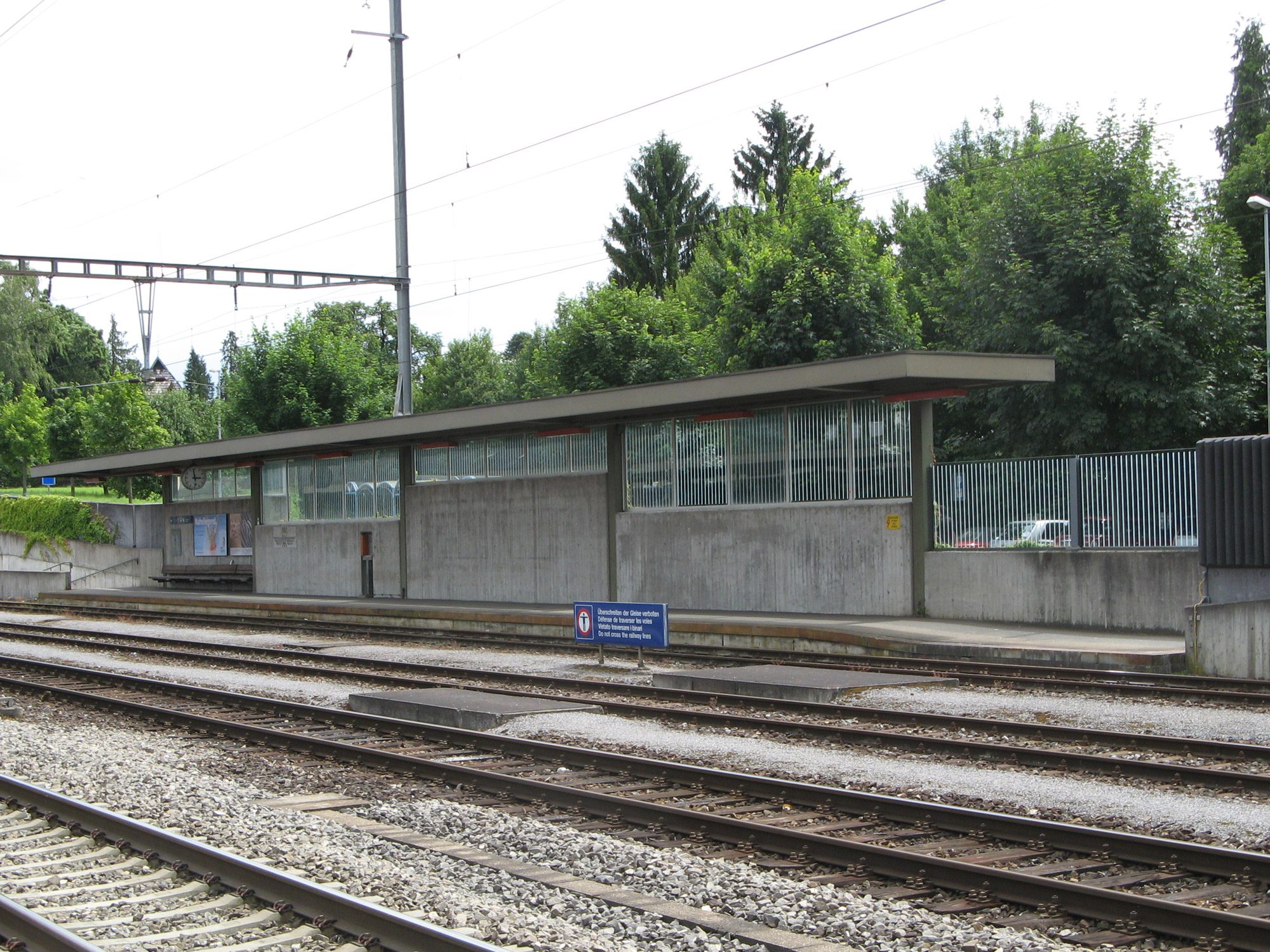
スイス国鉄駅構内の一部にある旧ヴォーレン-マイスターシュヴァンデン鉄道線のヴォーレン駅
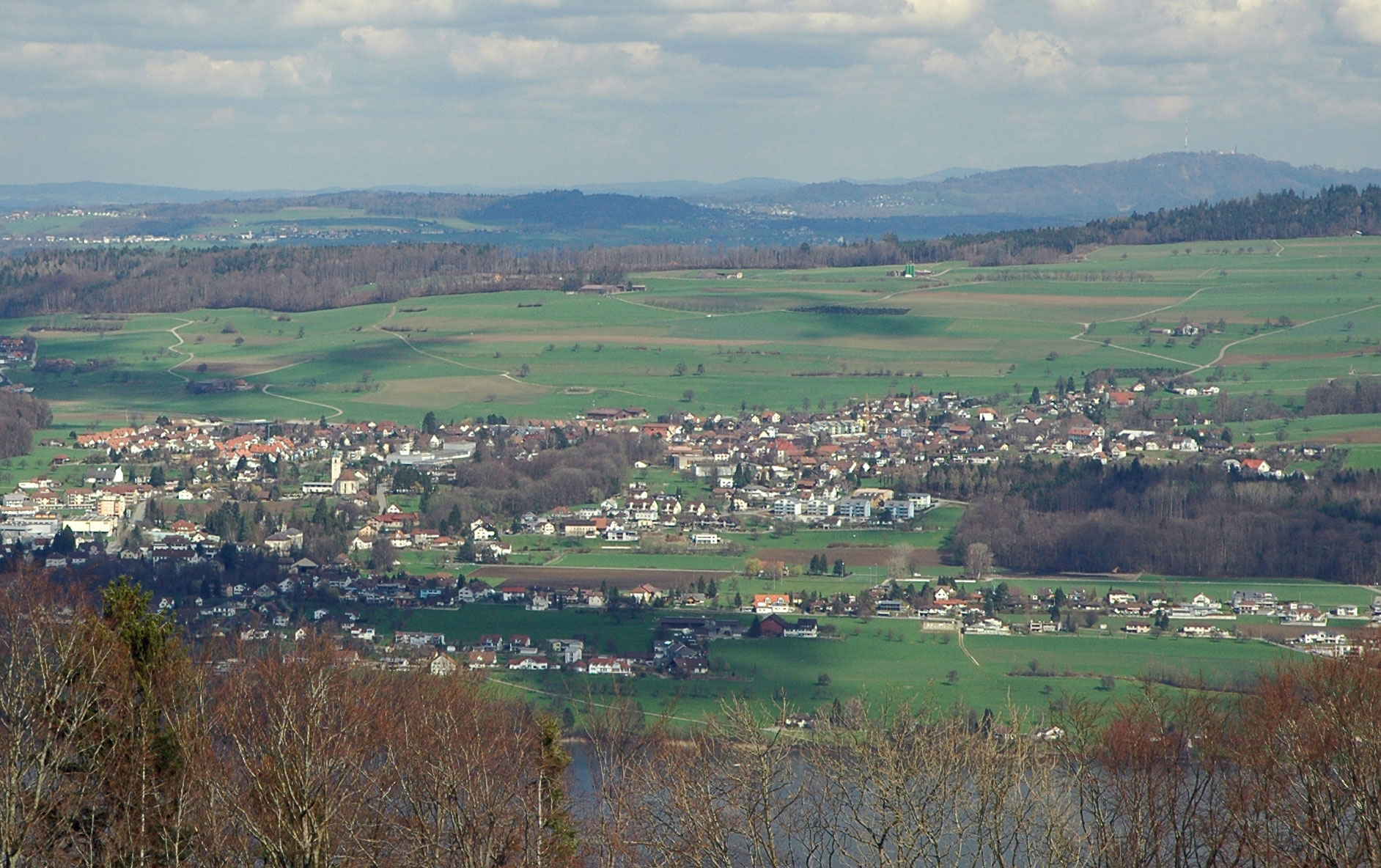
ファーヴァンゲン市街
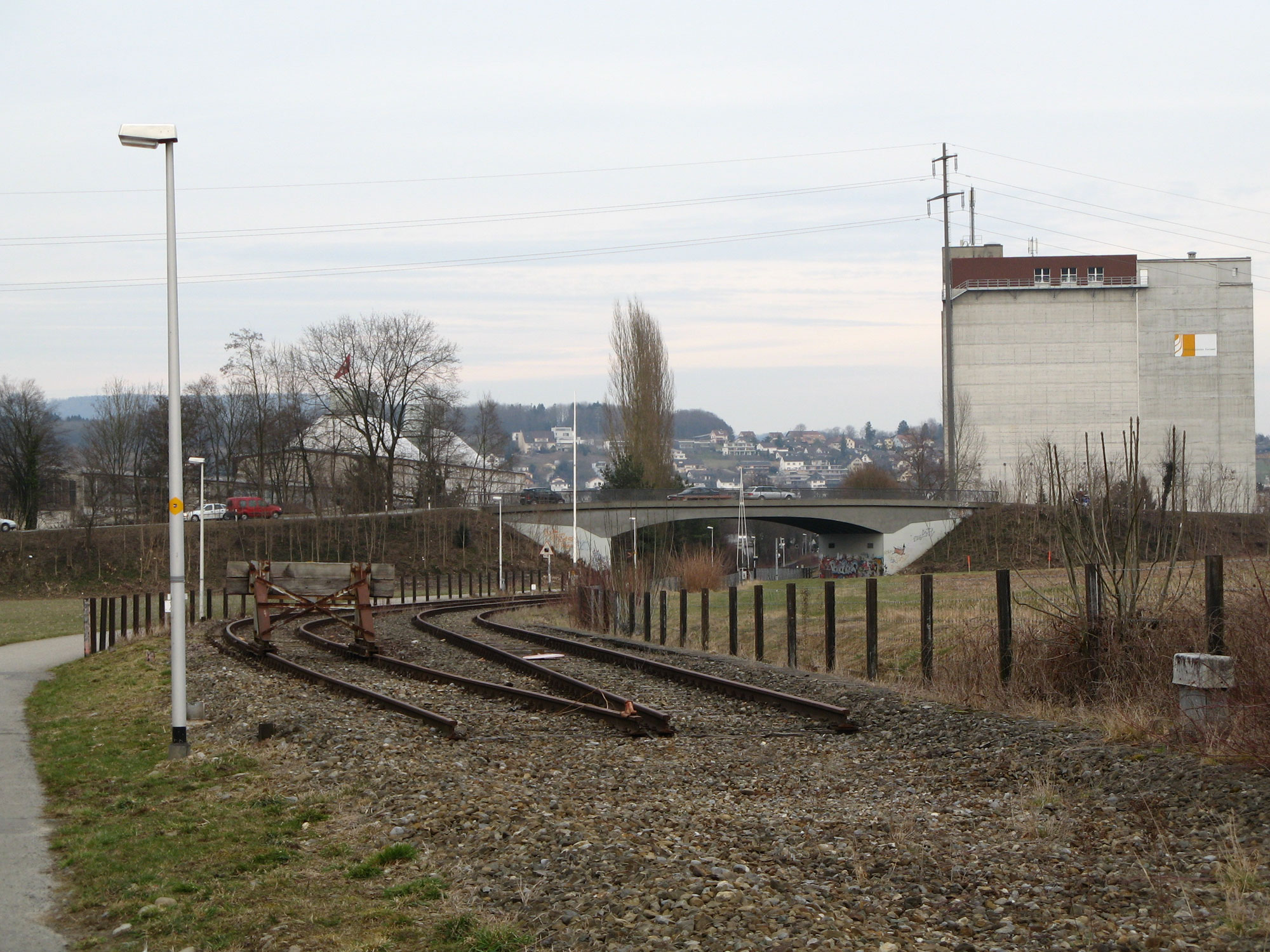
旧ヴォーレン-マイスターシュヴァンデン鉄道線の専用線となった区間の終端部
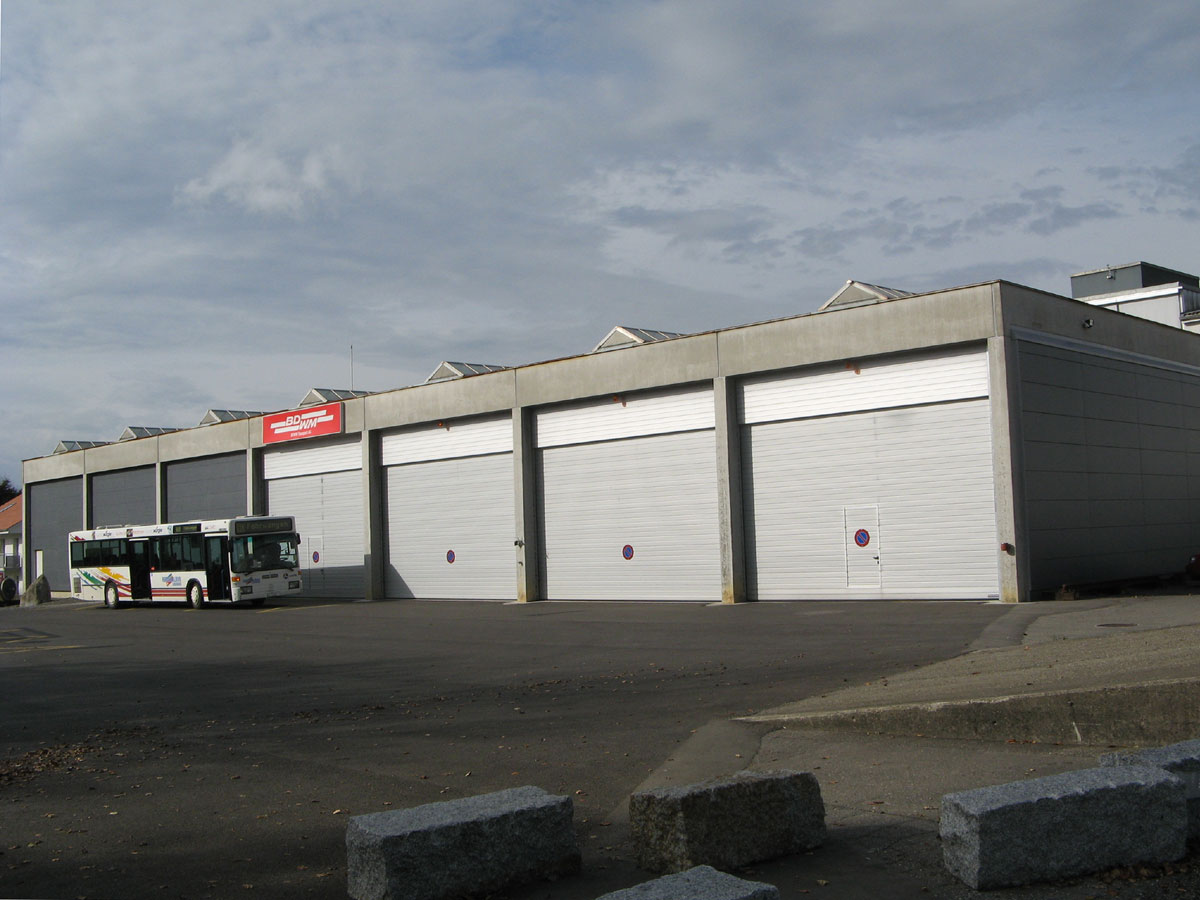
バスの車庫に転用された旧ファーヴァンゲン車庫
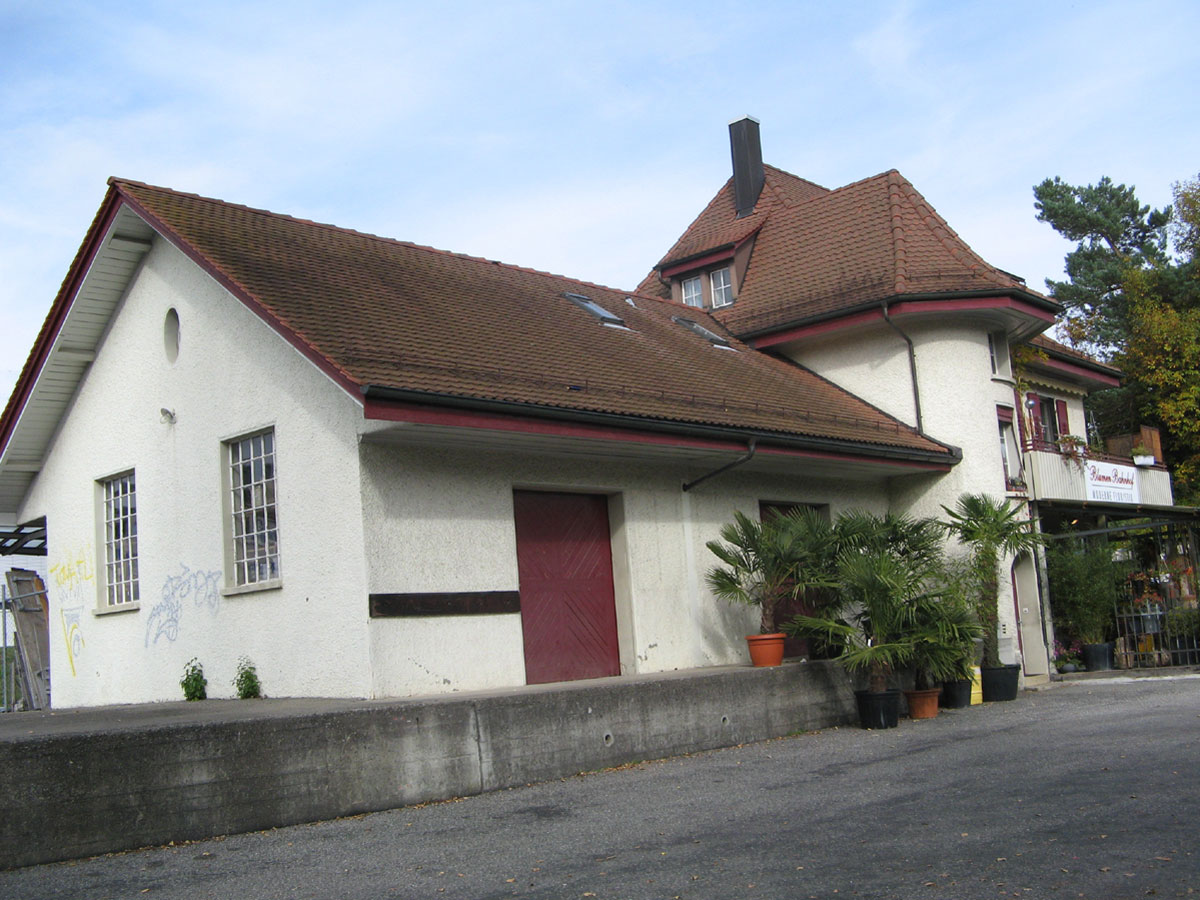

- 旧ファーヴァンゲン=マイスターシュヴァンデン駅

## 車両

### ヴォーレン-ブレンガルテン鉄道の車両
- ヴォーレン-ブレンガルテン鉄道では1876年スイス中央鉄道オルテン工場製の2両の蒸気機関車E3 1-2形で運行されていた。同形式は車軸配置Cのタンク式機関車でスイス国鉄に統合後はスイス国鉄の E 3/3 8398-8399形となり、バーゼル駅で入換用に使用されていたが1904、03年に廃車となっている。
- 客車および貨車もすべて1876、77年にスイス中央鉄道オルテン工場で製造されたもので、2等客車1両、2/3等合造客車2両、3等客車3両、荷物車1両、貨車13両が使用されていた。

### ブレンガルテン-ディーティコン鉄道の車両
- ブレンガルテン-ディーティコン鉄道は併用軌道の区間も多く、開業以来路面電車スタイルやそれに近いスタイルの電車が客車を牽引する方式の旅客列車が運行されており、開業時に用意された2軸車単車であるCe2/2 1-5形や1912、15年製の2軸ボギー電車Ce4/4 7I-9I形、1928、32年製で1955、56年に軽量車体に更新されたCe4/4 10-11形（のちのBDe4/4形）といった両車端に乗降デッキを持つ低床式路面電車と近代的な軽量車体を持つCe4/4 6I-8II形が使用されていた。客車は電車同形のものと中心とした2もしくは3軸、2軸ボギーの客車を電車が牽引していたほか、納涼客車として1902年製のC 11I-12形2軸客車が運行されており、現在でもC 11号車が歴史的車両として残されている。
- その後1969年に電気方式を直流1200Vに昇圧した際に機材を新しい3連接車体のBDe8/8形に一新し、客車牽引をやめて固定編成の電車を需要に応じ1~3編成併結して運転する方式として終端駅での機回しを廃止している。
- 1990年にチューリッヒSバーンとしての運行が始まり、運転本数、利用客数ともに大幅に増加したため、1993年には部分低床車のBe4/8形を5編成を導入して輸送力の増強を図っていたが、BDWM交通となった2009年以降は全機材のバリアフリー化と、従来2等室のみであった客室に1等室を追加導入することによるサービスアップを図るため、3車体4台車のABe4/8形（通称「DIAMANT」[5]）10編成を導入して、従来のBDe8/8形とBe4/8形を置き換えている。
- なお、歴史的車両として1928年製造、1955年車体更新のBDe4/4 10号機がパーティ用車両として、1969年製のBDe8/8形 7号機が鉄道車両保存団体の手によって動態保存されている。
- 1435mm軌間での貨物列車の牽引はEe2/2 251形電気機関車が1912年以降使用されており、1969年の昇圧に伴ってヴォーレン-マイスターシュヴァンデン鉄道から譲受したBDe4/4 2形電車を譲受してEe4/4 251形電気機関車としたものに置き換えられたが、1968年に同じくヴォーレン-マイスターシュヴァンデン鉄道から譲受したEm2/2 102形、1984年製のEm2/2 103形といったディーゼル機関車による牽引に移行していった。また、ヴォーレン-マイスターシュヴァンデン鉄道の車両を随時借用して運行していた。
- 1435mm軌間での貨物列車はすべてスイス国鉄等他社の貨車を使用しており、ブレンガルテン-ディーティコン鉄道では1000mm軌間用の荷物車および郵便車計7両と貨車16両、ロールワーゲン2両、ロールボック4セットを保有していたが、現在では事業用に使用されるものと事業用車に改造されたものを除きすべて廃車となっている。
- 事業用としては旧型化した2軸電車を流用したXe2/2 51I-52I形や、同じく2軸電車を電気機関車に改造したTe2/2 401-402形が事業用車、事業用貨車を牽引していたが、現在では1967、68年製のTm2/2 51II-52II形ディーゼル機関車が主力として使用されている。
- 電車
  - Ce2/2 1I-5I形（旧形式Ce1/2 1I-3I形）
  - Ce4/4 7I-9II形（Ce4/4 4II-5II形に改称、廃形式）
  - Be4/4 6I-8II形（廃形式）
  - BDe4/4形（旧形式Ce4/4 10-11形）
  - BDe8/8形
  - Be4/8形（廃形式）
  - ABe4/8形
- 客車（主要形式のみ）
  - C 4-6形（廃形式）
  - C 11-12形（納涼客車、廃形式）
  - C 18-20形（後にC3 18-20形に改造）
  - C4 24-25形（廃形式）
  - C4 26-29形（廃形式）
  - C4 31-32形（廃形式）
  - C4 41-43形（廃形式）
- 事業用車（主要形式のみ）
  - Xe2/2 51I-52I形
  - Te2/2 401-402形
  - Tm2/251II-52II形

### ヴォーレン-マイスターシュヴァンデン鉄道の車両
- 開業時には、車軸配置Bo'Bo'のBDe4/4 1I号機と車軸配置Bの2軸単車Be2/2 11号機の2両の電車が、翌1917年に車軸配置Bo'Bo'の電気機関車Ee4/4 51号機が用意されて貨物列車の運行されていたが、その後1926年にBDe4/4 2I号機が増備されてEe4/4 51号機を置き換え、以降は貨物列車の牽引も全て電車が使用されている。
- 客車は開業時に3等1両、3等/荷物合造1両のいずれも2軸デッキ付客車が用意され、その後スイス国鉄から3等2軸車1両を購入、1948年には軽量構造の2軸ボギー車C4 25-26形2両が増備されている。また、貨車は2軸有蓋車のみ計9両を保有していたが事業用車に改造されたものを除いて1974年までに全車廃車となっている。
- 1966年の電化方式の変更後は通称BAV[6]-Triebwagenと呼ばれるスイス標準軌私鉄共通仕様の電車であるBDe4/4 1II-2II形と同形の制御客車Bt 11号車、予備機としてゼンゼタル鉄道[7]から購入した1938年製のBDe2/4 3形が用意され、旅客列車と貨物列車の牽引に使用され、貨物列車の牽引と入換用としてEm2/2 101-102形とEm4/4 151形が使用されていた。
- 電気機関車
  - Ee4/4形（旧形式Fb4/4形）
- ディーゼル機関車
  - Em2/2 101-102形
  - Em4/4 151形
- 電車
  - BDe4/4 1I形（旧形式CFe4/4 1I形）
  - Be2/2 11形（旧形式Ce2/2 11形）
  - BDe4/4 2I形（旧形式CFe4/4 2I形）
  - BDe4/4 1II-2II形
  - BDe2/4 3形

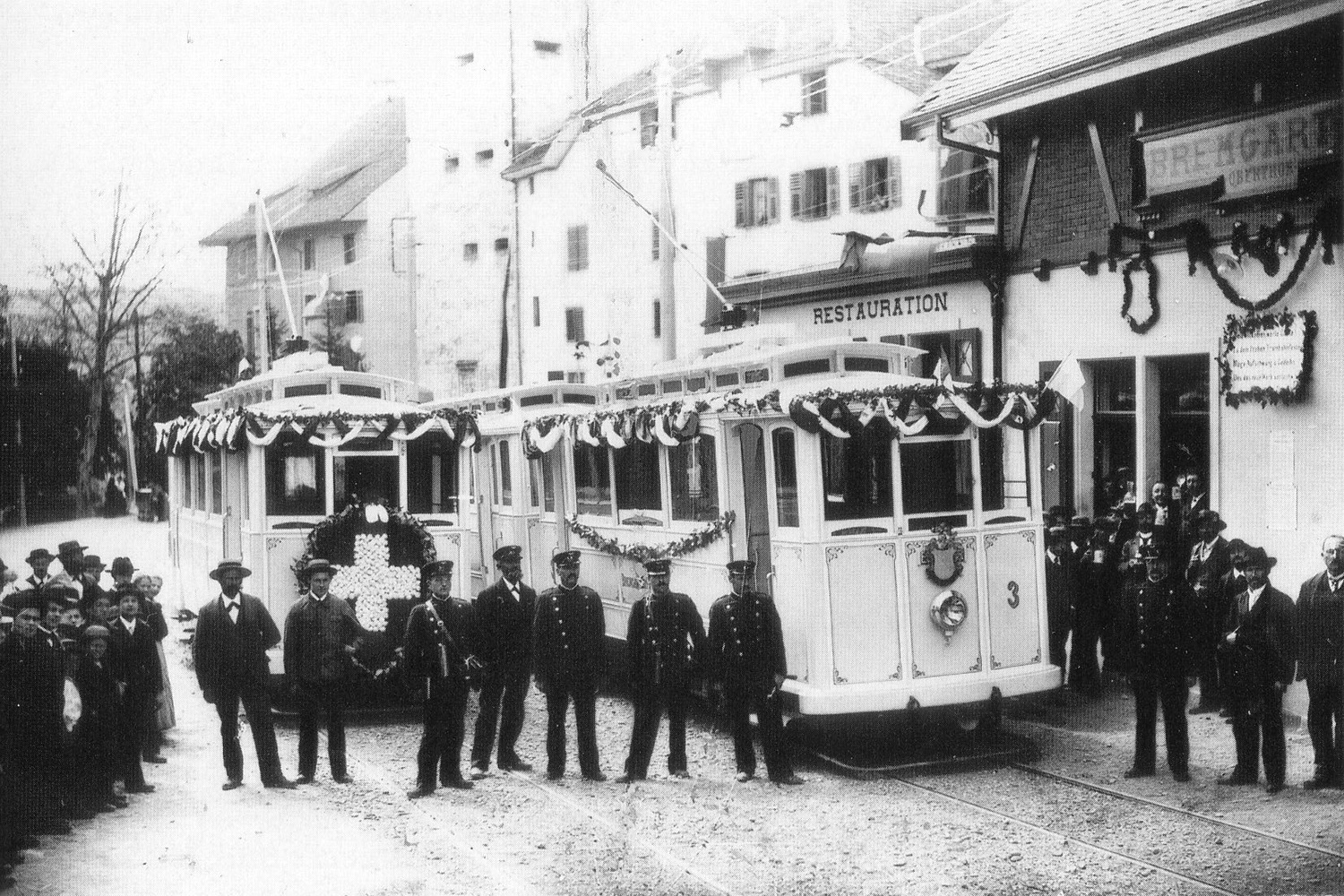
Ce1/2 1I-3I形（後のCe2/2 1I-5I形）、ブレンガルテン-ディーティコン鉄道開業時の様子、1902年
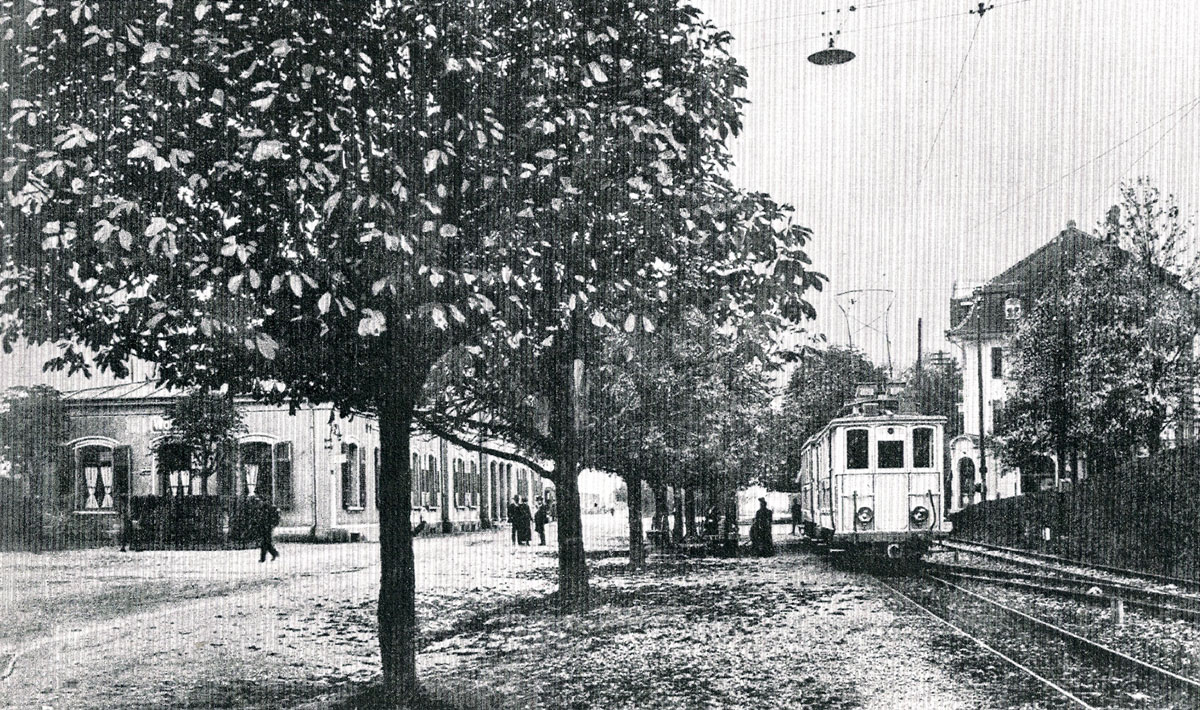
ヴォーレン駅に停車中のCe2/2 1I-5I形が牽引する列車、1912年
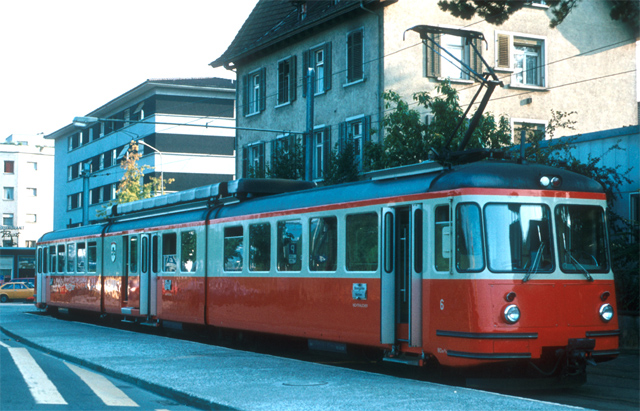
1969年以降ブレンガルテン-ディーティコン鉄道の主力形式であったBDe8/8形
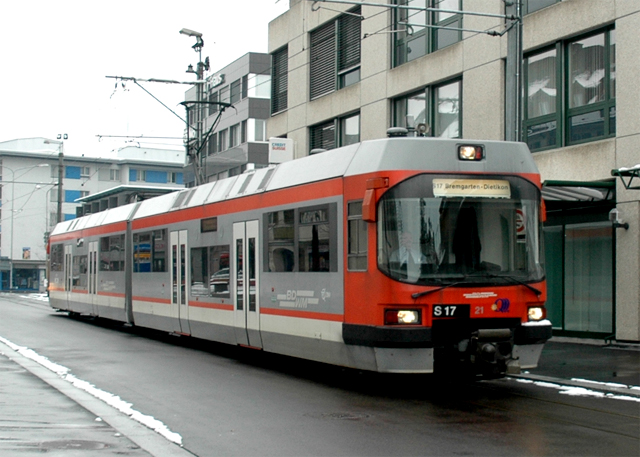
部分低床式のブレンガルテン-ディーティコン鉄道Be4/8形
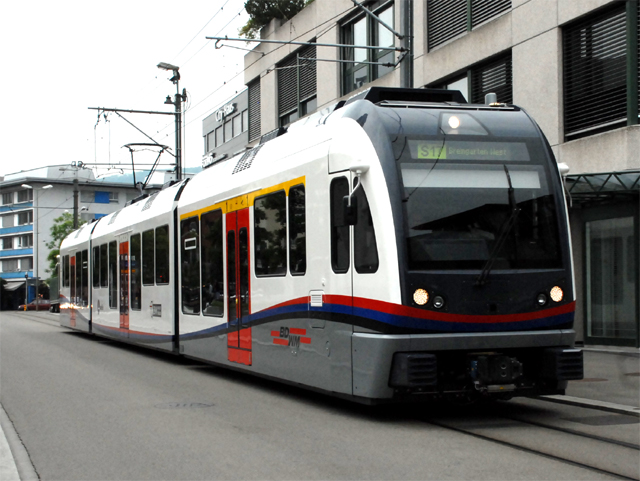
BDWM交通の現在の主力機であるABe4/8形
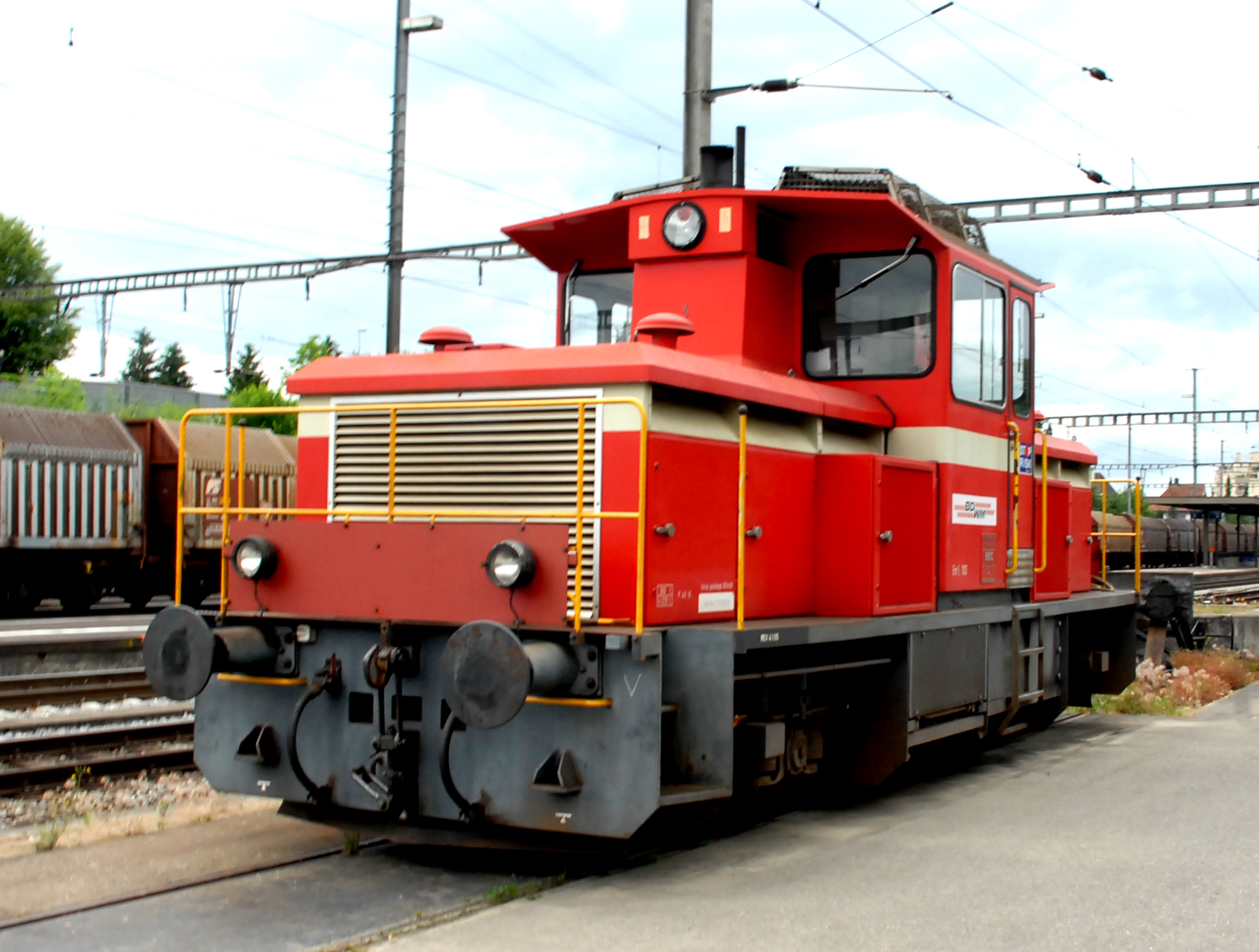
ブレンガルテン-ディーティコン鉄道の1435mm軌間での貨物列車牽引機であるEm2/2 103形
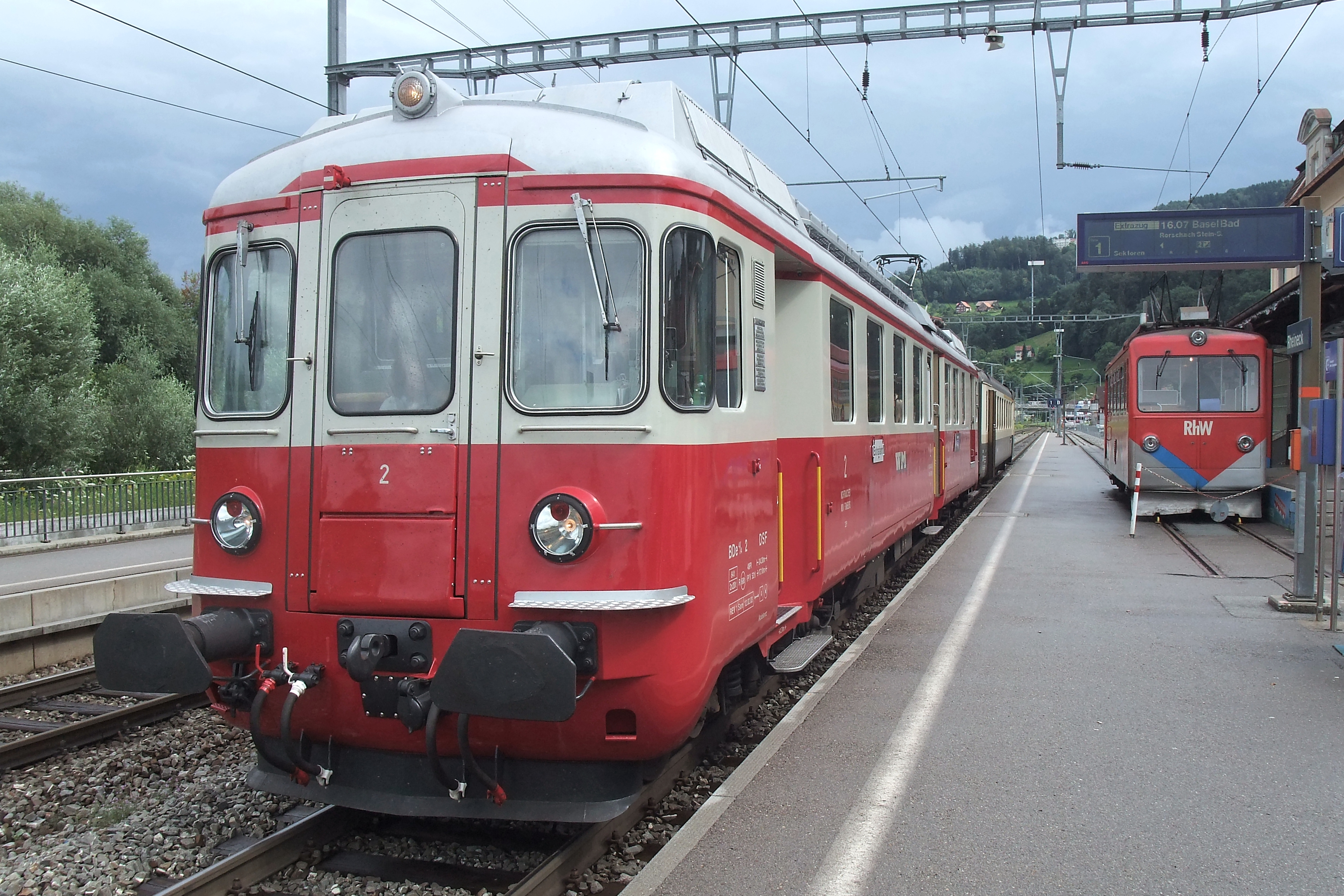
旧ヴォーレン-マイスターシュヴァンデン鉄道のBDe4/4 2号機、現在では鉄道車両保存団体が保有、運行している